# Народное движение Барбуды
Народное движение Барбуды (англ. Barbuda People's Movement) — региональная левоцентристская националистическая политическая партия в Антигуа и Барбуде, основанная в 1978 году. Выступает за отделение Барбуды.

## История
Партия впервые участвовала во парламентских выборах в 1989 году, на которых она получила одно место. Партия сохранила это единственное место Барбуды из 17 мест парламента Антигуа и Барбуды в 1994 и 1999 годах. На выборах 23 марта 2004 года кандидаты от Народного движения Барбуды (Тревор Уокер) и нового Народное движение Барбуды за перемены (Артур Ниббс) получили ровно по 400 голосов. При повторных выборах 20 апреля 2004 года Уокер получил 408 голосов, в то время как Ниббс получил только 394 голоса. Партия сохранила место на выборах 2009 года, но потеряла его на следующих выборах 2014 года. На выборах 2018 года партия вернула место Барбуды.

## Запрос об отделении Барбуды
В письме от 31 августа 2020 года секретарь Совета Барбуды, в котором все места принадлежали Народному движению Барбуды, Пол Недд проинформировал секретаря кабинета министров Антигуа и Барбуды Конату Ли о том, что Совет Барбуды желает отделиться от Антигуа для определения будущего Барбуды и её народа. Правительство Антигуа от Барбуды предпринимает беспрецедентный шаг, представляя этот вопрос парламенту после того, как оно получило письмо от Совета Барбуды с просьбой начать обсуждение вопроса об отделении Антигуа от Барбуды.